# Di(amidoborano)borowodorek litu
Di(amidoborano)borowodorek litu, Li(BH
3NH
2BH
2NH
2BH
3) – nieorganiczny związek chemiczny, sól litu i oligomerycznej pochodnej borazanu.

## Otrzymywanie
Opracowano dwa podejścia syntetyczne do otrzymywania di(amidoborano)borowodorku litu oraz innych soli tego typu.

### Z amidoboranu i wodorku litu
Związek ten można otrzymać w reakcji wodorku litu, LiH, z amidoborananem NH
3BH
3:
LiH + 3NH
3BH
3  →  Li(BH
3NH
2BH
2NH
2BH
3) + 2H
2↑ + NH
3↑
Reakcję można prowadzić:
- w roztworze w  THF[1][2] (analogiczną reakcję można przeprowadzić dla NaH i KH, natomiast dla cięższych litowców, Rb i Cs, procedura ta jest nieefektywna; odpowiednie di(amidoborano)borowodorki mozna jednak otrzymać stosując wolny metal: 2M + 6NH
3BH
3  →  2M(BH
3NH
2BH
2NH
2BH
3) + 3H
2↑ + 2NH
3↑[1])
- w ciele stałym: mechanochemicznie, w wyniku mielenia wysokoenergetycznego w młynie dyskowym, a następnie ogrzewania uzyskanej mieszaniny w 75 °C; procedurę przeprowadza się w atmosferze argonu[4]:

|  |  | LiH + 3NH 3BH 3 → LiNH 2BH 3·NH 3BH 3 + NH 3BH 3 + 2H 2↑ | (etap mielenia) |  |

|  |  | LiNH 2BH 3·NH 3BH 3 + NH 3BH 3 → Li(BH 3NH 2BH 2NH 2BH 3) + NH 3↑ + H 2↑ | (etap ogrzewania) |  |

### Poprzez wymianę kationu
Druga metoda otrzymywania di(amidoborano)borowodorku litu polega na wymianie kationu w prekusorze tego związku – soli di(amidoborano)borowodorku i zasady Verkade’a, C
18H
39N
4P, będącej superzasadą. Prekursor ten otrzymuje się w reakcji:
C
18H
39N
4P + 3NH
3BH
3  →  (C
18H
39N
4PH)(BH
3NH
2BH
2NH
2BH
3) + H
2↑ + NH
3↑
Źródłem kationu litowego (lub innych litowców, gdyż jest to procedura uniwersalna) jest sól, w której anionem jest [Al[OC(CF
3)
3]
4]−
. Taki dobór anionu sprawia, że uzyskane sole metali są wystarczająco rozpuszczalne w dichlorometanie, w którym prowadzi się reakcję:
(C
18H
39N
4PH)(BH
3NH
2BH
2NH
2BH
3) + Li(Al[OC(CF
3)
3]
4)  →  (C
18H
39N
4PH)(Al[OC(CF
3)
3]
4) + Li(BH
3NH
2BH
2NH
2BH
3)↓
Docelowy produkt wytrąca się z mieszaniny reakcyjnej w postaci białego osadu.

## Właściwości

### Właściwości fizyczne i chemiczne
Jest to białe ciało stałe o niskiej gęstości. Rozpuszcza się w tetrahydrofuranie (jako jedyna tego typu sól litowca). Jest stabilny w temperaturze pokojowej, lecz jest wrażliwy na wilgoć.
Podczas ogrzewania (w zakresie 140–200 °C) rozkłada się z wydzieleniem wodoru. Proces ten przebiega dwuetapowo:
|  |  | Li(BH 3NH 2BH 2NH 2BH 3) → LiBH 4 + 2/n (NHBH) n + 2H 2↑ | (140–160 °C) |  |

|  |  | 2/n (NHBH) n → 2BN + 2H 2↑ | (160–200 °C) |  |

Dla analogicznych soli pozostałych litowców powstający wodór zanieczyszczony jest amoniakiem i diborowodorem, powstającymi w konkurencyjnej reakcji:
|  |  | 2M(BH 3NH 2BH 2NH 2BH 3) → 2MBH 4 + 2BN + 2H 2↑ + 2NH 3↑ + B 2H 6↑ | (M = Na, K, Rb, Cs) |  |

Ze względu na wydzielanie czystego gazowego wodoru i stosunkowo niską temperaturę procesu di(amidoborano)borowodorek litu potencjalnie może być wykorzystywany jako chemiczny magazyn wodoru.

### Struktura krystaliczna
Związek tworzy kryształy w układzie tetragonalnym. Aniony (BH
3NH
2BH
2NH
2BH
3)−
 są kwaziliniowe, przypominając cząsteczki pentanu. Są ułożone równolegle, łącząc swoimi końcami warstwy złożone z kationów litu. Grupy grupy NH
2 nie dysponują wolną parą elektronową, nie mogą więc koordynować jonów litu. Obliczenia wskazują, że największy cząstkowy ładunek ujemny mają końcowe grupy BH
3, co wyjaśnia, dlaczego to one koordynują jony Li+
 w krysztale.